# 北田原町
北田原町（きたたはらちょう）は、奈良県生駒市の町名。郵便番号630-0142。

## 地理
生駒市北部に位置し、北に大阪府交野市、西に四條畷市、南に南田原町、西白庭台、白庭台、上町、東に高山町と接している。

### 河川
- 天野川 - 北田原町の西端、四條畷市との境目を流れる。

## 歴史
寛文年間（1661 - 1673年）から延宝7年（1679年）までの間に、大和国添下郡東田原村が北田原村と南田原村に分かれ、北田原村が成立した。
北田原村ははじめ郡山藩領で、延宝7年（1679年）から旗本の松平家（松平信重とその子孫）の知行地となる。
文久3年（1863年）9月、天誅組の伴林光平が北田原村の一軒茶屋で捕らえられた。
近現代に入り、昭和47年（1972年）、北田原町の東部一帯が準工業地域に指定され工場誘致が始まる。また、同地域には昭和43年（1968年）竣工の関西電力新生駒変電所も建てられた。
昭和50年（1975年）頃からは宅地化も激しくなり、昭和57年（1982年）より入居開始の星和台や、昭和58年（1983年）に入居の始まったひかりが丘団地が造成された。

### 沿革
- 1889年（明治22年） - 高山村・鹿畑村・上村・南田原村と合併して北倭村が発足[11]。北倭村大字北田原となる[5]。
- 1957年（昭和32年） - 生駒町の大字となる[5]。
- 1971年（昭和46年） - 生駒市北田原町となる[5]。

## 世帯数と人口
2019年（令和元年）10月1日現在の世帯数と人口は以下の通りである。
| 町丁     | 世帯数  | 人口  |
| -------- | ------- | ----- |
| 北田原町 | 251世帯 | 526人 |

### 人口の変遷
国勢調査による人口の推移。
| 1995年（平成7年）  | 795人 | [ 12 ] |  |
| 2000年（平成12年） | 746人 | [ 13 ] |  |
| 2005年（平成17年） | 672人 | [ 14 ] |  |
| 2010年（平成22年） | 652人 | [ 15 ] |  |
| 2015年（平成27年） | 607人 | [ 16 ] |  |

### 世帯数の変遷
国勢調査による世帯数の推移。
| 1995年（平成7年）  | 195世帯 | [ 12 ] |  |
| 2000年（平成12年） | 186世帯 | [ 13 ] |  |
| 2005年（平成17年） | 160世帯 | [ 14 ] |  |
| 2010年（平成22年） | 165世帯 | [ 15 ] |  |
| 2015年（平成27年） | 181世帯 | [ 16 ] |  |

## 事業所
2016年（平成28年）現在の経済センサス調査による事業所数と従業員数は以下の通りである。
| 町丁     | 事業所数  | 従業員数 |
| -------- | --------- | -------- |
| 北田原町 | 161事業所 | 2,813人  |

## 交通

### バス
- 奈良交通
  - 北田原線
  - ひかりが丘住宅線・白庭台住宅線

### 道路
- 国道163号
- 国道168号

## 施設
- 関西電力送配電 新生駒変電所
- 学研生駒テクノエリア
- イモ山公園体育施設
- 北田原城跡 - 坂上丹後守の居城とされる[18]。